# Zdzisław Jarmużek
Zdzisław Szczepan Jarmużek (ur. 6 grudnia 1934 w Kalwach, zm. 25 listopada 2012 w Międzyrzeczu) – polski polityk, lekarz psychiatra, senator III, IV i V kadencji (1993–2005).

## Życiorys
Gimnazjum i liceum ukończył w Nowym Tomyślu. W 1961 został absolwentem studiów na Wydziale Lekarskim Akademii Medycznej w Łodzi, po czym zaczął pracować w szpitalu w Ciborzu. Na Akademii Medycznej w Poznaniu uzyskał stopień doktora nauk medycznych (1972). W szpitalu w Obrzycach pracował jako ordynator od marca 1963 do 1973. W latach 1964–1967 był dyrektorem Liceum Medycznego Pielęgniarstwa. 1 maja 1982 został dyrektorem Szpitala dla Nerwowo i Psychicznie Chorych w Obrzycach. Pracował w szpitalu psychiatrycznym w Ciborzu, a od 1993 w szpitalu psychiatrycznym w Międzyrzeczu, pełnił funkcję dyrektora tych placówek. Uzyskał I i II stopień specjalizacji z psychiatrii oraz z medycyny społecznej i organizacji ochrony zdrowia.
Działał w Polskim Związku Łowieckim. Członek Socjaldemokracji RP, a następnie Sojuszu Lewicy Demokratycznej, zasiadał we władzach tej partii. W 1993 i 1997 z ramienia SLD uzyskiwał mandat senatora III i IV kadencji z województwa gorzowskiego. W 2001 po raz trzeci został wybrany z okręgu lubuskiego. W 2005 nie ubiegał się o reelekcję, w 2006 został radnym rady gminy Międzyrzecz (w 2010 nie ubiegał się o ponowny wybór).
Pochowany na cmentarzu komunalnym w Międzyrzeczu.

## Życie prywatne
Syn Marcina i Anny. Był żonaty, miał dwóch synów (Piotra i Pawła, lekarzy).